# イオンモール山形南
イオンモール山形南（イオンモールやまがたみなみ）は、山形県山形市に所在しイオンリテール株式会社が開発、イオンモール株式会社が運営を行っているショッピングセンター。

## 概要
1994年度から施行が開始された吉原土地区画整理組合による区画整理事業では、山形県や山形市も併せて道路整備に約17億円を支出し整備が進められ、1999年春を目処として、ダイエーが整理地約四万五千ヘクタールを組合から借り受け、山形南店の出店を予定していた。しかし、ダイエーが出店延期を組合に申し入れた為、協議の結果、合意解消に至った。
その後、ダイエー出店予定地をイオンが継承する方式で出店を表明。2000年11月22日、ジャスコ山形南店と山形県初出店のトイザらス山形店を中核店舗としてイオン山形南ショッピングセンター（SC）が開業した。
同SCの出店が誘因となり近隣にはニトリ山形南店、カワチ薬品山形南店、ケーズデンキ山形本店等量販店の集積が進んだ。なお、イオン山形南SCに先んじて、1997年11月28日には市街地を挟んで反対側となる馬見ヶ崎二丁目にイオン山形北SCがオープンしている。
2011年11月21日にイオンモール山形南に改称。イオン山形南店を核店舗として約50の専門店が並ぶ。

## 沿革
- 2000年（平成12年）
  - 10月8日：「イオン ふるさとの森づくり」植樹祭を開催[1]。
  - 11月17日-21日：「イオン山形南ショッピングセンター」プレオープン[1]。
  - 11月22日：「イオン山形南ショッピングセンター」グラントオープン[1]。
- 2001年（平成13年）8月21日：ジャスコ株式会社がイオン株式会社に商号変更[8]。
- 2008年（平成20年）8月21日：イオン株式会社の純粋持株会社移行により、イオンリテール株式会社が小売事業部門を継承[9]。
- 2010年（平成22年）11月22日：開店10周年を迎える。
- 2011年（平成23年）11月21日：開店11周年を目前に店舗名称を「イオンモール山形南」へと変更。
- 2013年（平成25年）11月1日：管理・運営をイオンモール株式会社に移管。
- 2015年（平成27年）2月18日：フォレスター特定目的会社が、イオンリート投資法人に当施設を13億5千万円で売却[2]。
- 2020年（令和2年）
  - 3月1日 : イオン東北株式会社発足[10]に伴い、「イオン山形南店」食品売場をイオン東北に移管。
  - 4月1日 : 本店を含む全国のイオン直営売場での無料レジ袋配布終了。[11]
  - 11月22日：開店20周年を迎える。
- 2021年（令和3年）9月1日 : イオン東北とイオンリテール東北事業本部の統合[12][13]に伴い、「イオン山形南店」の管理・運営および衣料、住居余暇、H&BC各売場をイオン東北に移管。
- 2022年（令和4年）
  - 3月18日：専門店街の大幅なリニューアルを施して、新たにGU/ジーユーの開店やユニクロ等の複数店舗がリニューアルオープン[14]。
  - 7月4日：荘内銀行イオン山形南支店が、ブランチインブランチ方式により同行桜田支店に移転[15]。
- 2025年（令和6年）3月31日 : イオンリート投資法人が、イオン東北に当施設を15億円で売却[4]。

## フロアとテナント

### フロア概要
核店舗のイオン山形南店と約50の専門店で構成される。
| 階  | フロア概要                                                     |
| --- | -------------------------------------------------------------- |
| R階 | 屋上駐車場                                                     |
| 3階 | 屋内駐車場                                                     |
| 2階 | 直営売場・専門店街(ファッションとライフグッズのフロア)         |
| 1階 | 直営売場・専門店街・フードコート(ファッションとグルメのフロア) |

### 主なテナント
1階
- ケンタッキーフライドチキン（フライドチキン）
- サイゼリヤ（レストラン）
- マクドナルド（ファストフード）
- サーティワンアイスクリーム（アイス）
- a.v.v（レディス・キッズ）
- GU/ジーユー（ファミリー）
- UNIQLO/ユニクロ（カジュアル）
- ３COINS PLUS/スリーコインズプラス（生活雑貨）
- Zoff（眼鏡・サングラス）

2階
- ハニーズ（レディス）
- タカキュー（メンズ・レディス）
- ikka/イッカ（ファミリー）
- ASBee（靴）
- THE CLOCK HOUSE（時計）
- ダイソー（100円ショップ）
- トイザらス・ベビーザらス（玩具・ベビー）
- JTB（旅行・ギフト券）
- ナムコ　(ゲームセンター)
- ABCマートスポーツ (シューズ)
- モーリーファンタジー（ゲームセンター）

※テナント情報は2023年4月時点
出店テナント全店の一覧詳細情報は公式サイト「ショップリスト」「フロアガイド」を、営業時間の詳細は公式サイト「営業時間」を参照。

## アクセス

### 鉄道
- JR奥羽本線 - 蔵王駅から徒歩で約35分
- JR奥羽本線・左沢線・仙山線 - 山形駅から徒歩で約48分

### 自動車
- 東北中央自動車道 - 山形上山ICより約11分、山形中央ICより約14分

### 駐車場
当施設の駐車場は、1442台利用可能である。
| 施設駐車場     | 駐車台数 | 駐車可能時間 | 備考          |
| -------------- | -------- | ------------ | ------------- |
| 北側平面駐車場 | 440      | 6:45 - 22:00 |               |
| 東側平面駐車場 | 215      | 7:00 - 22:00 |               |
| 3階駐車場      | 375      | 9:00 - 22:00 | 高さ制限2.3ｍ |
| 屋上駐車場     | 412      | 9:00 - 22:00 | 高さ制限2.3ｍ |

## 周辺
- 山形市立第十中学校
- 若宮病院